# ديفيد بيتيل
ديفيد بيتيل (بالعبرية: דוד פתל) (مواليد 6 أيلول 1921) سياسي إسرائيلي وعضو الكنيست عن حزب ماباي الإسرائيلي بين عامي 1959م وحتى عام 1996م

## السيرة الذاتية
ولد ديفيد في مدينة البصرة جنوب العراق عام 1921م وانتقل عام 1941م إلى أراضي سلطة الانتداب البريطاني على فلسطين, وأصبح فيما بعد رئيس تجمع المهاجرين العراقيين. انظم لحزب ماباي وأنتخب رئيسا لمجلس مدينة بني بيراك. وفي عام 1959م أنتخب عن حزب ماباي كعضو في الكنيست الإسرائيلي وأعيد انتخابه في عامي 1961م و 1965م وذلك بعد دخول حزبه في جبهة الاصطفاف التي كانت ممثلا للجناح اليساري. عام 1974م أصبح عضوا في الاتحاد العام لنقابات العمال الإسرائيلية (هستدروت).